# باول ديفيز (فنان)
باول ديفيز (بالإنجليزية: Paul Davies)‏ هو فنان أسترالي، ولد في 1979.